# Sanger (cratère)
Pour les articles homonymes, voir Sanger.
Sanger est un cratère d'impact présent à la surface de Vénus.
Ce cratère a ainsi été nommé par l'Union astronomique internationale en 1994 en hommage à la chercheuse médicale américaine Margaret Sanger.
Son diamètre est de 83,6 km. Il se situe dans la région du quadrangle de Beta Regio (quadrangle V-17).